# Carl Gustav Klingstedt
Carl Gustav Klingstedt (aussi : Klingstet ou Clinchelet) est un peintre, miniaturiste suédois né à Riga en 1657, mort à Paris en 1734. Voltaire le désigne dans une de ses poésies sous le nom de Clinchelet, nom sous lequel il passe en France à la postérité. Présent en France en 1677, il fut célèbre comme miniaturiste, ornant nombre de tabatières de sujets légers, et de ce fait on le surnomma le « Raphaël des tabatières ».

## Poésie de Voltaire
À Madame la duchesse de Bouillon qui vantait son portrait fait par Clinchetet et délaissait un autre.

« Cesse, Bouillon, de vanter davantage
Ce Clinchetet qui peignit tes attraits :
Un meilleur peintre, avec de plus beaux traits,
Dans tous nos cœurs a tracé ton image,
Et cependant tu n’en parles jamais. »

— Poésies mêlées, n°74.

## Œuvres
Le musée du Louvre conserve cinq miniatures de Klingstedt :
- Quatre proviennent de Madame Philippe Lenoir : Diane et Actéon, L'Enlèvement d'Europe, Jeune femme assise avec un enfant dans un paysage, Jeune fille jouant du clavecin, tournée vers un jeune homme.
- Une autre au sujet plus leste : Léda et le cygne, provient du baron Basile de Schlichting.